# Andréas Zíkos
Andréas Vasílios Zíkos (en grec : Ανδρέας Βασίλειος Ζήκος), souvent appelé Ákis Zíkos (Άκης Ζήκος) est un footballeur international grec né le 1er juin 1974 à Athènes qui évolue au poste de milieu récupérateur.

## Biographie
Andréas Zíkos (ou Ákis Zíkos) commence sa carrière en A' Ethniki (première division grecque) à l'AO Xanthi en 1993. En 1998, il rejoint l'AEK Athènes pour lequel il joue 99 fois et marque 6 buts. 
L'été 2002 marque un tournant dans sa carrière puisqu'il signe dans un club étranger, l'AS Monaco. Il y reste 4 saisons et conserve une place de titulaire durant toute la période en dépit de certaines blessures au genou. À l'occasion de la Ligue des Champions 2003-2004, l'AS Monaco et l'AEK Athènes doivent s'affronter dans la phase de poules. De nombreux supporters de l'AEK Athènes font le déplacement et malgré la défaite 4-0 de leur équipe, leur premier geste est d'acclamer Zíkos à la fin du match afin de lui rendre hommage et de le remercier pour sa contribution au club. La même année, Zíkos joue la finale de Ligue des champions qu'il perd 3-0 face au FC Porto. 
En 2006, après 102 matches de championnats et 2 buts, il décide de rompre à l'amiable son contrat avec l'AS Monaco pour finir sa carrière dans le club de son cœur, l'AEK Athènes. Il signe pour 2 ans et confie qu'il désire avant tout remporter le championnat de Grèce avant de mettre un terme à sa carrière. 
Zíkos compte 18 sélections en équipe nationale. Il n'a pas été sélectionné pour l'Euro 2004, ce qui n'a pas empêché la sélection grecque de remporter la compétition. Otto Rehhagel l'ignore complètement même s'il est reconnu comme le meilleur joueur grec en activité à cette époque[réf. nécessaire]. Sa dernière sélection remonte à 2001.
Il met un terme à sa carrière le 20 avril 2008, à l'occasion de l'ultime journée de championnat.

## Palmarès
Il remporte la Coupe de Grèce en 2000 et 2002 avec l'AEK Athènes.
Avec l'AS Monaco, il est finaliste de la Ligue des Champions en 2004.